# Burg Ansemburg
Die Ansemburg (auch Ansembourg) ist eine Höhenburg im Ortsteil Ansemburg der Gemeinde Helperknapp im Großherzogtum Luxemburg.

## Beschreibung
Im Tal der Eisch finden sich insgesamt sieben Burgen und Schlösser. Daher wird die Region auch als Tal der sieben Schlösser touristisch beworben. Auf der Gemarkung der ehemaligen Gemeinde Tüntingen finden sich neben der Ansemburg noch zwei weitere dieser sieben Anlagen.
Die Burg liegt unmittelbar am Dorfeingang des Ortsteils Ansemburg auf einem bewaldeten Sandsteinfelsen, welcher sich rund 80 Meter über dem Flusslauf erhebt. Den Mittelpunkt bildet ein Wohnturm mit quadratischem Grundriss mit einer Kantenlänge von 10 Metern. Der Torturm hat einen Durchmesser von etwa 5 Meter. Die umlaufende Schildmauer ist 6 Meter stark. Dem Komplex schließt sich eine Vorburg von 40 m auf 80 m an.

## Geschichte
Die Burg wurde vermutlich in der Mitte 12. Jahrhunderts für die Herren von Ansemburg errichtet. Eine erste schriftliche Erwähnung findet sich 1135 mit der Erwähnung von Hubert von Ansemburg als Burgherrn. Vermutlich befand sich an der Stelle schon früher eine Befestigungsanlage aus Holz. Eine Kapelle wird 1217 erwähnt. Allerdings hat die heutige Kapelle nichts mehr mit dieser ursprünglichen gemein. Zu Beginn des 14. Jahrhunderts forcierte vermutlich Jofroit von Ansemburg den Anbau des nördlichen Bergfrieds der über den südwestlich gelegenen Turmeingang angebunden wurde. Durch Heirat der Margareta von Ansembourg mit Johann von Rollingen (Jean de Raville), Burgherr von Simmern, um 1440, fiel der Besitz an die Rollinger. Jakob II. von Raville (Rollingen)-Ansemburg baute die Burg zur Wohnanlage um. Als Datum der Fertigstellung ist auf dem Erker des Eingangstores das Jahr 1565 genannt.
Florence IV. de Raville (Florenz von Rollingen), Herr von Ansembourg, erlaubte 1624 den Brüdern Thomas und Nicolas Bidart aus Dinant, ein Eisenwerk im Ort zu erbauen. Sie wurden sehr vermögend und Thomas Bidart war bald der Mann mit dem größten Einkommen und der höchsten Steuerleistung im ganzen Herzogtum Luxemburg. Er ließ zwischen 1639 und 1647 das Schloss Ansemburg im Tal der Eisch errichten. Florence de Raville hingegen war durch die kriegerischen Zeitläufe verarmt. Bidart lieh ihm dringend benötigtes Geld und brachte schließlich 1671 die Burg mit der gesamten Herrschaft Ansemburg an sich. 1683 wurde die Anlage vermutlich durch die Truppen des französischen Marschalls de Boufflers zerstört. Thomas Bidart und dessen Nachfahr Lambert-Joseph de Marchant bauten die Burg wieder auf. Die Burg ist heute im Besitz des Grafen Gaston de Marchant d’Ansembourg und wird teilweise als Hotel genutzt.
Florenz von Rollingens Sohn war der bedeutende Speyerer Bischof Heinrich Hartard von Rollingen (1633–1719), der auf Burg Ansemburg geboren wurde.

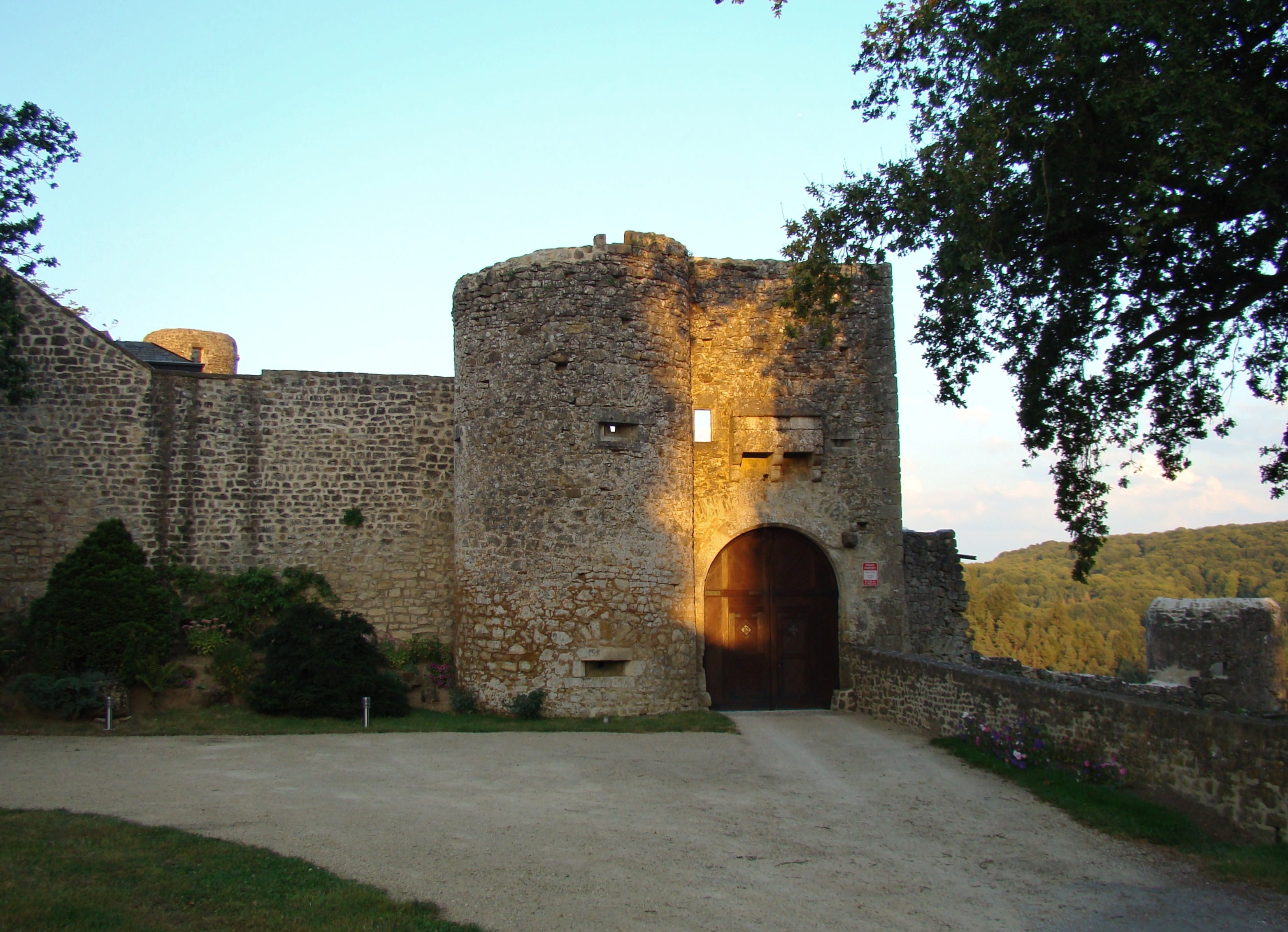
Teilansicht
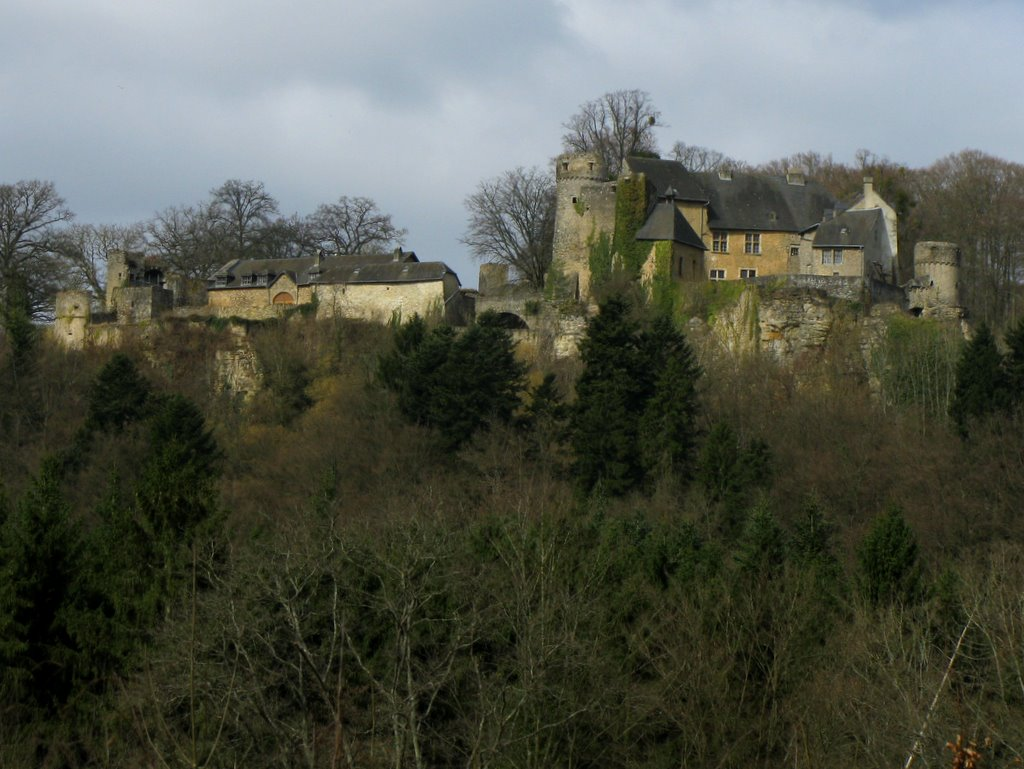
Gesamtansicht
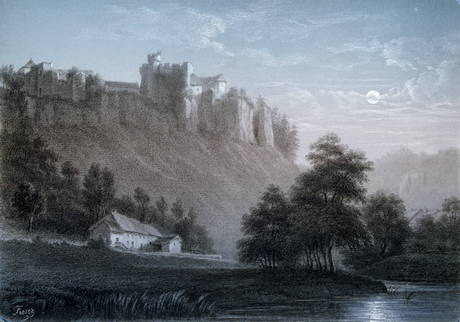
Lithografie von Jean-Baptiste Fresez der Ruine um 1857
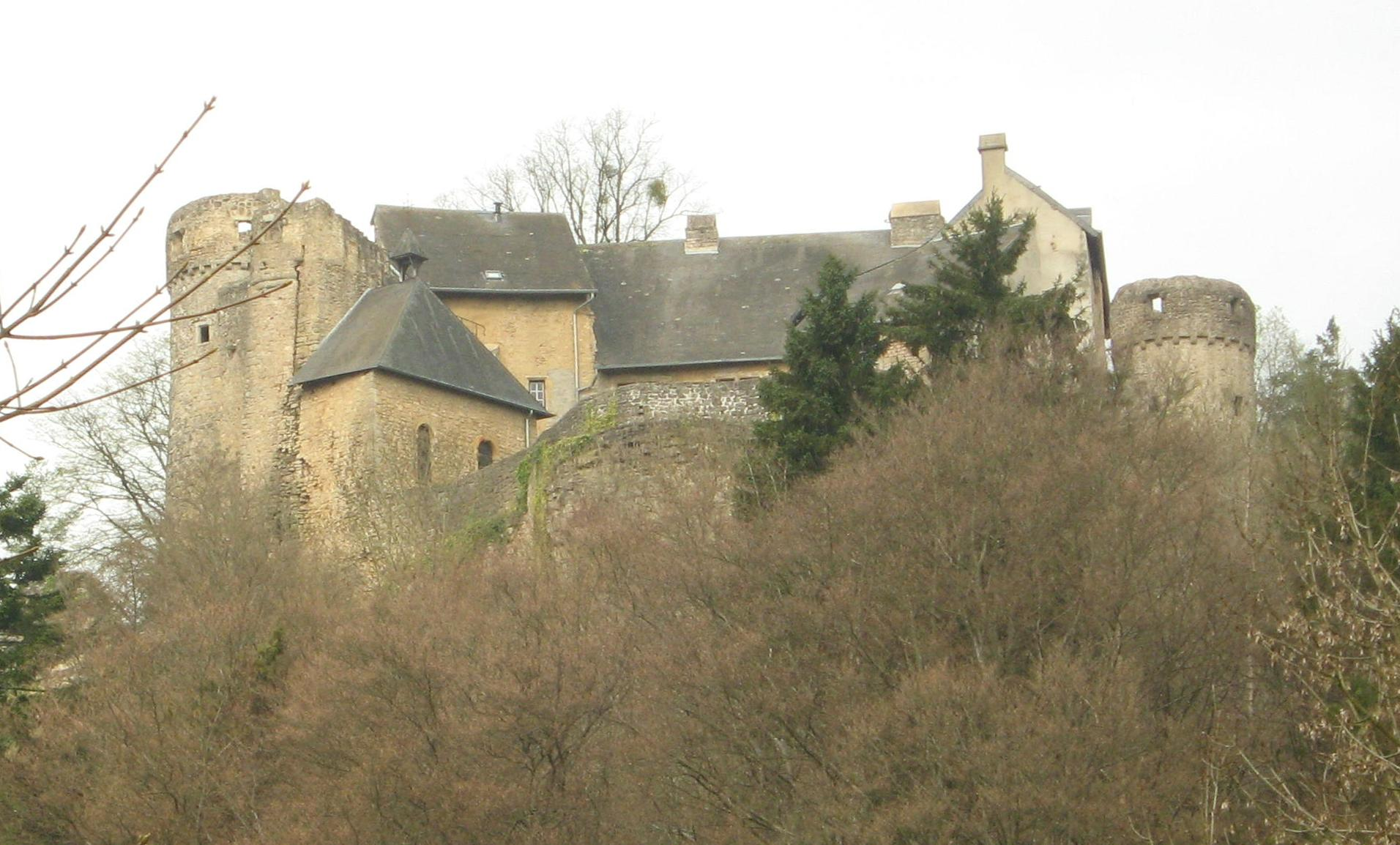
Gesamtansicht